# Philippe Erne
Philippe Erne (ur. 14 grudnia 1986 w Eschen) – liechtensteiński piłkarz, reprezentant kraju i klubu SC Pfullendorf jest wychowankiem FC Vaduz i do którego powrócił na początku 2010 roku. 

## Kariera sportowa
Występuje na pozycji pomocnika. W reprezentacji Liechtensteinu zadebiutował w 2009 roku. Dotychczas rozegrał w niej 20 meczów, w których zdobył jedną bramkę (stan na 12.03.2014).